# Abd al-Rahman ibn Muhammad ibn Rumahis
Abd al-Rahman ibn Muhammad ibn Rumahis fue un marino, almirante de la flota califal con base en Almería en el siglo X. Hijo de Muhammad ibn Rumahis, le sucedió en el mando de la flota y en el gobierno de la Cora de Bayyana en 971 hasta su muerte en 980.

## Biografía
Abd al-Rahman ibn Muhammad ibn Rumahis nació en Almería y murió envenenado en Algeciras por orden de Almanzor en 980: a principios de ese año se reúnen Yafar ibn Handum y Muhammad ibn Abi Amir (Almanzor), quien nombra jefe de la flota a su sobrino Jald ibn Muhammad ibn Bartal, y envenena a ibn Rumahis durante un banquete. Durante las ausencias de su padre se hizo cargo del gobierno de la cora de Pechina.

### Acciones militares
- 971: Sale de Almería con la escuadra hacia el Atlántico para detener una flota vikinga que se dirige a Al-Ándalus para el saqueo. Los normandos son aniquilados cuando intentan llegar de nuevo a Sevilla subiendo el río Guadalquivir. A comienzos de Ramadán de 360 (julio de 971) los machús daneses aparecen en el mar septentrional. Ibn Rumahis parte de Córdoba a Almería el tres de julio y apresta la flota que sale de Almería el día veinticinco en busca de los normandos, dirección al Algarve.[2]
- 971: Salida de la flota por las costas de Tudmir, Valencia y Tortosa.[3]
- 972: Envía una expedición contra rebeldes en Marruecos y ocupa Tánger.[4]
- 973: Obras de fortificación de la ciudad de Tánger. El nueve de julio la escuadra llega a Arcila para tratar con el general Galib. El conflicto con los rebeldes acaba en marzo de 974.[5]